# Saison 3 de How I Met Your Mother
Chronologie
Saison 2 Saison 4
Cet article présente les épisodes de la troisième saison de la série télévisée How I Met Your Mother.

## Distribution

### Personnages principaux
- Josh Radnor (VF : Xavier Béja) : Ted Mosby
- Jason Segel (VF : Didier Cherbuy) : Marshall Eriksen
- Alyson Hannigan (VF : Virginie Ledieu) : Lily Aldrin
- Neil Patrick Harris (VF : François Pacôme) : Barney Stinson
- Cobie Smulders (VF : Valérie Nosrée) : Robin Scherbatsky
- Bob Saget (VF : Jean-Claude Montalban) : Ted Mosby âgé, narrateur (non crédité)
- Lyndsy Fonseca (VF : Chloé Berthier) : fille de Ted
- David Henrie (VF : Olivier Podesta) : fils de Ted

### Personnages récurrents
- Sarah Chalke (VF : Véronique Desmadryl) : Stella Ziman

### Personnages secondaires dans la saison
- Britney Spears (VF : Annabelle Roux) : Abby
- Enrique Iglesias : Gael
- James Van Der Beek (VF : Thierry Wermuth) : Simon
- Bryan Callen (VF : Constantin Pappas) : Bilson
- Bob Odenkirk (VF : Erik Colin) : Arthur Hobbs
- Marshall Manesh (VF : Jean-François Kopf) : Ranjit
- Wayne Brady : James Stinson
- Taran Killam (VF : Jonathan Amram) : Blauman
- Will Forte (VF : Philippe Siboulet) : Randy

## Résumé de la saison
Marshall et Lily sont maintenant mariés et décident de s'installer dans "leur" appartement. Marshall accepte un nouvel emploi en tant qu'avocat dans la firme Nicholson, Hewitt & West en dépit de ses divergences idéologiques avec celle-ci, et dans laquelle il a du mal à se faire une place.
Ted et Robin ont quant à eux rompu, et Robin revient d'Amérique latine avec un bellâtre, ce qui fait enrager Ted et étant toujours amoureux de Robin malgré leur rupture, le fait qu'elle semble l'avoir oublié si facilement le rend fou de jalousie, jusqu'à ce que Robin lui avoue que c'est justement parce qu'il lui manquait qu'elle a cherché de la compagnie, ce qui aide Ted à mieux digérer la rupture. Il commence à sortir beaucoup, jusqu'à ce qu'un matin, il se réveille avec un papillon tatoué au bas du dos. C'est ainsi qu'il rencontre Stella Zinman, une dermatologue qui va supprimer le tatouage au laser. Le courant passe bien entre eux, malgré différents obstacles : Stella a une fille de 8 ans, vit au New Jersey, et a une relation compliquée avec son ex-mari.
Barney ne change pas de train de vie, mais un soir, alors qu'il regardait le second vidéo clip de Robin avec elle, ils finissent par coucher ensemble. Lorsque Ted l'apprend, fou de rage, il annonce à Barney qu'il n'est plus son ami. Ce n'est qu'après un grave accident de voiture que Ted et Barney réalisent leurs sentiments pour Stella et Robin respectivement et que Ted et Barney se réconcilient.
La saison se conclut par la demande en mariage de Ted à Stella.

## Épisodes

### Épisode 1:L'effet papillon
- États-Unis : 24 septembre 2007 (CBS)
- France :

- États-Unis : 8,27 millions de téléspectateurs (première diffusion)

- Enrique Iglesias : Gael
- Mandy Moore : Amy

### Épisode 2:La tourista
- États-Unis : 1er octobre 2007 sur (CBS)

- États-Unis : 7,88 millions de téléspectateurs (première diffusion)

- Enrique Iglesias : Gael
- Nikki Griffin : Lindsay

### Épisode 3:Le roi de la triplette
- États-Unis : 8 octobre 2007 (CBS)
- France :

- États-Unis : Inconnue

- Busy Philipps : Rachel
- Danica McKellar : Trudy

### Épisode 4:Le combat de coqs
- États-Unis : 15 octobre 2007 (CBS)
- France :

- États-Unis : Inconnue

- Brad Rowe : George
- Janet Varney : Stacey
- Deanna Russo : Brooke

### Épisode 5:Souvenirs, souvenirs
- États-Unis : 22 octobre 2007 (CBS)
- France :

- États-Unis : Inconnue

- Abigail Spencer : Blahblah
- Jolie Jenkins : Alexa
- Ray Auxais : Phil

### Épisode 6:Porno star
- États-Unis : 29 octobre 2007 (CBS)
- France :

- États-Unis : Inconnue

- John Cho : Jeff Coatsworth
- Kevin Heffernan : Ted Mosby, star du porno

### Épisode 7:La fièvre de l'immobilier
- États-Unis : 5 novembre 2007 (CBS)
- France :

- États-Unis : 8,77 M de téléspectateurs

- Maggie Wheeler : Margaret
- April Bowlby : Meg

### Épisode 8:Personne n'est parfait
- États-Unis : 12 novembre 2007 (CBS)
- France :

- États-Unis : 8,42 M de téléspectateurs

- Lindsay Price : Cathy

### Épisode 9:Soirée frappée
- États-Unis : 19 novembre 2007 (CBS)
- France :

- États-Unis : 8,07 M de téléspectateurs

- Orson Bean : Bob
- Eben Ham : Bob jeune

### Épisode 10:La traversée du désert
- États-Unis : 26 novembre 2007 (CBS)
- France :

- États-Unis : 7,91 M de téléspectateurs

- Stephanie Faracy : Rhonda
- Wayne Brady : James
- Heidi Klum : elle-même
- Alessandra Ambrosio : elle-même
- Adriana Lima : elle-même
- Miranda Kerr : elle-même
- Marisa Miller : elle-même

### Épisode 11:Pas d'exception à la règle
- États-Unis : 10 décembre 2007 (CBS)
- France :

- États-Unis : 8,3 M de téléspectateurs

- Charlene Amoia : Wendy
- Kristen Schaal : Laura
- John Sloan : Michael
- Hayes MacArthur : Curt Irons

### Épisode 12:Sans peur du lendemain
- États-Unis : 17 mars 2008 (CBS)
- France :

- États-Unis : 9,61 M de téléspectateurs

- Vanessa Minnillo : Ashlee
- Mieko Hillman : Stephanie
- Arielle Vandenberg : Mary
- Brian Letscher : Homme en colère
- Ryan Burnham : Barman #1
- Matthew Hatchette : Barman #2
- Terrell Lee : Videur
- Nicole Muirbrook-Wagner : Femme
- Hope Riley : Brune attirante

Ted trouve le parapluie jaune de la "mère". 

### Épisode 13:Paris tenus
- États-Unis : 24 mars 2008 (CBS)
- France :

- États-Unis : 10,67 M de téléspectateurs

- Sarah Chalke : Dr Stella Zinman
- Britney Spears : Abby
- Charlene Amoia : Wendy
- Marshall Manesh : Ranjit

### Épisode 14:La folie des finales
- États-Unis : 31 mars 2008 (CBS)
- France :

- États-Unis : 9,5 M de téléspectateurs

- Ken Barnett : Colton Dunn
- Maite Schwartz : Holly
- Katie Savoy : Karen
- April Bowlby : Meg
- Hallie Lambert : Kate
- Tess Alexandra Parker : La femme mystérieuse
- Chris Tallman : Mark
- Yvonne de la rosa : Charna
- Kathy Uyen : Julia
- Brendan Patrick Connor : Le concierge

### Épisode 15:Engrenage
- États-Unis : 14 avril 2008 (CBS)
- France :

- États-Unis : 8,08 M de téléspectateurs

- Jordan Black : Ferguson
- Taran Killam : Blauman
- Bryan Callen : Bilson
- Bob Odenkirk : Arthur Hobbs

### Épisode 16:Adolescence attardée
- États-Unis : 21 avril 2008 (CBS)
- France :

- États-Unis : 8,45 M de téléspectateurs

- James Van Der Beek : Simon Trembley
- Alan Thicke : le père dans le clip
- Tiffany : la copine dans le clip
- Ryan Michelle Bathe : Michelle

### Épisode 17:La chèvre de Lily
- États-Unis : 28 avril 2008 (CBS)
- France :

- États-Unis : 8,84 M de téléspectateurs

- Ian Abercrombie : Ben Franklin
- Jeff Austin : George Washington
- Lyndsy Fonseca : La fille
- David Henrie : Le garçon
- Alan Fudge : Frank le fermier
- Alexis Krause : Carol
- Marshall Manesh : Ranjit
- Megan McNulty : Cindy
- Destiny Whitlock : La petite fille

### Épisode 18:Casting de potes
- États-Unis : 5 mai 2008 (CBS)
- France :

- États-Unis : 8,36 M de téléspectateurs

- Sarah Chalke : Stella Zinman
- Will Forte : Randy

### Épisode 19:La grande braderie
- États-Unis : 12 mai 2008 (CBS)
- France :

- États-Unis : 8,93 M de téléspectateurs

- Britney Spears : Abby
- Todd Sherry : Lawrence
- Steve Hasley : Walter

### Épisode 20:Pote toujours!
- États-Unis : 19 mai 2008 (CBS)
- France :

- États-Unis : 7,99 M de téléspectateurs

- Sarah Chalke : Stella Zinman
- John Getz : Bob Hewitt
- Darcy Rose Byrnes : Lucy Darcy